# 杜真琴
杜 真琴（もり まこと、11月27日 - ）は、日本の漫画家。千葉県出身。

## 来歴
高校時代から漫画を描き始め、卒業後に清水玲子のアシスタントを務めた。投稿2作目がLMHS（LaLaまんが・ハイスクール）準入選。1988年、『増刊ララAUTUMN CLUB』掲載の「リバース」でデビューした。

## 単行本リスト
コミック
- PPMの卵（白泉社、花とゆめコミックス、1990 - 1991年、全2巻）
- ダーク・ワンダー（白泉社、花とゆめコミックス、1991年）
- ジオラマ・ボーイ（白泉社、花とゆめコミックス、1992年）
- 十戒－ハイスクール・オーラバスター－（原作：若木未生、白泉社、花とゆめコミックス、1993年）
- 天使はうまく踊れない－ハイスクール・オーラバスター－（原作：若木未生、白泉社、花とゆめコミックス、1994年、全2巻）
- セイレーンの聖母－ハイスクール・オーラバスター－（原作：若木未生、白泉社、花とゆめコミックス、1995年、全2巻）
- アーケイディア－ハイスクール・オーラバスター－（原作：若木未生、白泉社、花とゆめコミックス、1996年、全2巻）
- 海よりも深く（白泉社、花とゆめコミックス、1997 - 1999年、全4巻）
- レジェンドリィ・ブルー（白泉社、花とゆめコミックス、1998 - 2000年、全2巻）
- 魔人とランプ（白泉社、花とゆめコミックス、2001年）
- 地球管理人（白泉社、花とゆめコミックス、2001 - 2003年、全3巻）
- オーラバスター・インテグラル（白泉社、花とゆめコミックススペシャル、2008年）

イラスト
- サディスティック★ラビッツ（著：天河りら、集英社、コバルト文庫、全2巻）